# CamStudio
CamStudio ist eine freie Software zur Aufnahme von Screencasts als Video.

## Zusammenfassung
Die Software kann sowohl den ganzen Bildschirm als auch nur einen Ausschnitt davon aufnehmen. CamStudio unterstützt mehrere Codec-Verfahren (unter anderem Cinepak von Radius) für das AVI-Videocontainerformat und den anschließenden Export in einen Flash-Film im SWF-Format. Das Programm verfügt über eine Sprachaufnahmefunktionalität.
Das Programm wird als freie Software auch im Quelltext unter den Bedingungen der GNU General Public License (GPL) verbreitet und wird auf der Seite von SourceForge administriert.

## Geschichte
Ursprünglich wurde CamStudio von dem amerikanischen Entwickler RenderSoft veröffentlicht. RenderSoft wurde von eHelp gekauft und das Projekt ging in der Software RoboDemo auf. In der von eHelp veröffentlichten Version 2.1 wurde die Funktionalität von CamStudio beschränkt und eine Registrierung wurde notwendig, um die kostenlose Konkurrenz zu den kommerziellen Produkten zu beschränken.
Nach dem Erwerb von eHelp durch Macromedia (dem Entwickler des Flash-Studios) wurde RoboDemo in Captivate umbenannt. Captivate wurde nur unter einer proprietären Lizenz vertrieben und gehört nach dem Kauf von Macromedia inzwischen zu Adobe Inc.
Ausgehend von der letzten unbeschränkten Open-Source-Version 2.0 wurde die Entwicklung von CamStudio fortgesetzt und im September 2007 wieder als freie Software mit der Veröffentlichung der Betaversion CamStudio 2.5 Beta 1 freigegeben. Es wurde entsprechend in CamStudio Open Source umbenannt.

## Malware
Es wurden bei zusätzlichen Programmen, welche während der Installation installiert werden können, Adware festgestellt. Ältere Versionen nutzen dies nicht zur Monetarisierung.